# Sindalah

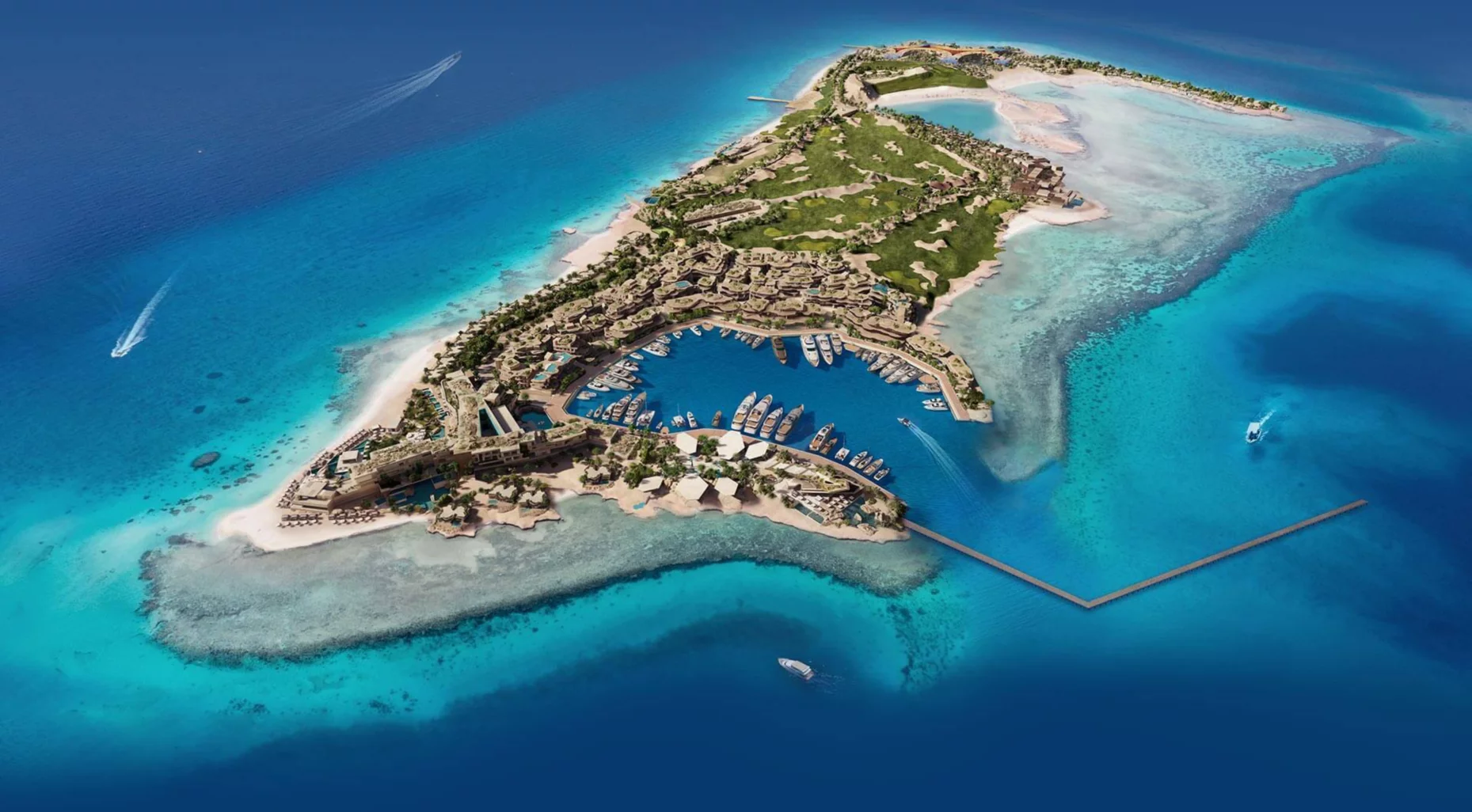
Konzept für das Gesamtprojekt

Sindalah (arabisch سندالة, DMG Sindāla, stilisiert SINDALAH) ist eine im Bau befindliche Luxusinsel in der Provinz Tabuk, Saudi-Arabien. Sindalah ist eine der verschiedenen angekündigten Regionen im Neom Siedlungsprojekt. Die Insel erstreckt sich über eine Gesamtfläche von 840.000 m². Eine Teileröffnung Sindalahs erfolgte im Oktober 2024.
Die Luxusinsel ist Teil der Bemühungen Saudi-Arabiens im Rahmen der Saudi Vision 2030, eine starke Tourismusindustrie aufzubauen, und soll 3.500 Arbeitsplätze schaffen.
Sindalah soll bis zum Jahr 2028 täglich 2.400 Besucher aufnehmen.

## Hintergrund
Die Insel wurde offiziell im Dezember 2022 von Kronprinz Mohammed bin Salman als Teil der Saudi Vision 2030 Saudi-Arabiens zur Diversifizierung der saudischen Wirtschaft weg vom Öl angekündigt. Die Insel wurde von Luca Dini entworfen.
Nach dieser Ankündigung sind derzeit mehrere Hotelprojekte auf Sindalah in Planung. Marriott International hat einen Vertrag über die Eröffnung von drei Hotels im Jahr 2024 unterzeichnet, darunter ein The Luxury Collection Hotels & Resorts (Luxury Collection) Strandresort mit 70 Zimmern, ein Luxury Collection-Stadthotel mit 115 Zimmern und ein Autograph-Collection-Hotel mit 66 Zimmern, und ein Four Seasons Hotel mit 277 Zimmern soll 2026 eröffnet werden.
Eine Teileröffnung erfolgte am 27. Oktober 2024. Zu diesem Anlass gab es eine große Eröffnungsparty, doch laut The Times zeigte sich Kronprinz Mohammed bin Salman wenig begeistert und entließ kurz darauf Neom-CEO Nadhmi al-Nasr.

## Sehenswürdigkeiten
Im Folgenden ist eine Liste der Sehenswürdigkeiten von Sindalah aufgeführt:
- Beach Club

- Yacht Club

- The Village

- Sports Club